# Internationaler Musikwettbewerb der ARD
Der Internationale Musikwettbewerb der ARD ist einer der renommiertesten und größten Wettbewerbe für klassische Musik. Viele heute weltberühmte Künstler wurden durch ihn gefördert und konnten anschließend ihre Karrieren weiter ausbauen. Dazu gehören unter anderem Jessye Norman, Maurice André, Francisco Araiza, Hermann Baumann, Natalia Gutman, Christoph Eschenbach, Mitsuko Uchida, Bernd Glemser, Anna Malikova, Günther Kaunzinger, Thomas Quasthoff, Ivan Rebroff, Juri Baschmet, Christian Tetzlaff, Sharon Kam, Heinz Holliger, Peter Sadlo, Friedrich Wilhelm Schnurr, Gerd Seifert, Branimir Slokar, Isabelle Moretti und das Quatuor Ébène. Teilnahmeberechtigt sind Musiker aller Nationen. Das Höchstalter richtet sich nach der Kategorie und liegt zumeist zwischen 25 und 28 Jahren. Jährlich treten etwa 200 Kandidaten aus 35 bis 40 Ländern an. Ausrichter ist der Bayerische Rundfunk.

## Vorgeschichte
Bereits von 1947 bis 1950 führte Radio Frankfurt einen „Wettbewerb für junge Solisten“ durch. Schon beim ersten Wettbewerb gab es die Entdeckung zweier Frauenstimmen, die bald zur Weltelite gehören sollten: Christa Ludwig und Erika Köth. Bekannt wurden z. B. auch der Flötist Karlheinz Zöller und der Pianist Robert-Alexander Bohnke.
Die ARD entwickelte die Idee einer Zusammenkunft junger Musiker aus aller Welt fort und veranstaltete ab 1952 jedes Jahr einen Wettbewerbsdurchgang. Dieser entwickelte sich, gerade wegen seines jährlich wechselnden Angebots für Musiker, zu einer singulären und hoch geschätzten Einrichtung. Auch heute noch, mittlerweile vom Bayerischen Rundfunk ausgerichtet, bietet er jungen Künstlern ein Podium – solistisch wie kammermusikalisch.
Die letzte Neuerung des Wettbewerbs erfolgte im Jahr 2001: An prominente Komponisten werden seitdem Kompositionsaufträge vergeben und so wird die Präsenz zeitgenössischer Musik gestärkt.

## Festival der ARD-Preisträger
Die nicht zu vermeidende Konkurrenzsituation unter den Bewerbern veranlasste die Wettbewerbsleitung, zumindest nachträglich ein Erlebnis des musikalischen Miteinanders zu schaffen. So wurde 2001 mit dem Festival der ARD-Preisträger eine Konzertreihe entwickelt, bei der die Musiker aus aller Welt gemeinsam Kammermusikwerke einstudieren und an verschiedenen Orten aufführen.

## Kategorien 2000 bis 2024
- 2024: Bläserquintett, Gesang, Oboe, Violoncello
- 2023: Harfe, Kontrabass, Klaviertrio, Viola[2]
- 2022: Klavier, Posaune, Flöte, Streichquartett
- 2021: Gesang, Horn, Klavierduo, Violine
- 2020: Coronabedingt abgesagt
- 2019: Klarinette, Violoncello, Fagott, Schlagzeug[3]
- 2018: Gesang, Viola, Trompete, Klaviertrio
- 2017: Violine, Oboe, Klavier, Gitarre
- 2016: Kontrabass, Harfe, Horn, Streichquartett
- 2015: Gesang, Flöte, Posaune, Klavierduo
- 2014: Klavier, Violoncello, Schlagzeug, Bläserquintett
- 2013: Violine, Viola, Fagott, Klaviertrio
- 2012: Gesang, Klarinette, Streichquartett
- 2011: Klavier, Oboe, Trompete, Orgel
- 2010: Flöte, Horn, Klavierduo, Violoncello
- 2009: Gesang, Harfe, Violine, Kontrabass
- 2008: Viola, Klarinette, Fagott, Streichquartett
- 2007: Oboe, Posaune, Schlagzeug, Klaviertrio
- 2006: Gesang (Oper), Gesang (Konzert/Lied), Klavier, Bläserquintett
- 2005: Horn, Violine, Violoncello, Klavierduo
- 2004: Viola, Flöte, Harfe, Streichquartett
- 2003: Gesang, Klarinette, Kontrabass, Trompete
- 2002: Klavier, Oboe, Fagott, Klaviertrio
- 2001: Violine, Violoncello, Saxophon, Schlagzeug, Bläserquintett
- 2000: Gesang, Viola, Flöte, Klavierduo, Streichquartett

## Leitung
- Organisatorische Leitung: Elisabeth Kozik; Projektmanagement: Anja Krainz
- Künstlerische Leitung: Meret Forster, Falk Häfner
- Öffentlichkeitsarbeit: Ruth Wischmann

## Preisträger

### 2024
(Quelle: )
Gesang
- 1. Preis: Samueol Park (Südkorea)
- 2. Preis: Aurora Marthens (Finnland), Publikumspreis
- 3. Preis: Mira Alkhovik (Russland), Sonderpreis für die beste Interpretation der Auftragskomposition, Sonderpreis des Maßateliers Marillon
- Sonderpreis Sweet Spot: Serafina Starke (Deutschland)

Oboe
- 1. Preis: Leonid Surkov (Russland), Sonderpreis für die beste Interpretation der Auftragskomposition
- 2. Preis: Ilyes Boufadden Adloff (Frankreich)
- 3. Preis: João Miguel Moreira da Silva (Portugal), Publikumspreis, Brüder-Busch-Preis
- 3. Preis: Omer-Itzhak Posti (Israel)
- Alice-Rosner-Preis: Marlene Gomes (Portugal)

Violoncello
- 1. Preis: Maria Zaitseva (Russland), Publikumspreis, Sonderpreis des Münchener Kammerorchesters, Osnabrücker Musikpreis, Henle-Urtextpreis, Sonderpreis Gewa
- 2. Preis: Krzysztof Michalski (Polen), Sonderpreis für die beste Interpretation der Auftragskomposition, Henle-Urtextpreis, Sonderpreis Gewa
- 3. Preis: Alexander Warenberg (Niederlande), Sonderpreis des Symphonieorchesters des Bayerischen Rundfunks, Henle-Urtextpreis, Sonderpreis Gewa
- Sonderpreis der Mozart-Gesellschaft München: Charlotte Miles (Australien)

Bläserquintett
- 1. Preis: Alinde Quintet (Tschechien), Sonderpreis Genuin classics, Sonderpreis des Schwarzwald Musikfestivals
- 2. Preis: Pacific Quintet (Deutschland/Honduras/Japan/Russland/Spanien), Publikumspreis
- 3. Preis: Nevsky Wind Quintet (Russland)
- 3. Preis: SenArts Wind Quintet (Spanien), BR-Klassik-Onlinepreis
- Sonderpreis für die beste Interpretation der Auftragskomposition: Quintet Itsuki (Japan)
- Sonderpreis ”Podium für junge Solisten” Tegernsee, Förderpreis der Jeunesses Musicales Deutschland: V.Töne Holzbläserquintett (Österreich)

### 2023
(Quelle: )
Harfe
- 1. Preis: Tjasha Gafner (Schweiz), Publikumspreis, Sonderpreis Genuin classics
- 2. Preis: Alexandra Bidi (Frankreich), Sonderpreis für die beste Interpretation der Auftragskomposition
- 2. Preis: Lea Maria Löffler (Deutschland)
- Sonderpreis Sweet Spot, Sonderpreis ”Podium für junge Solisten” Tegernsee: Noelia Cotuna Rizea (Spanien)
- Sonderpreis der Walter Kaminsky-Stiftung: Julia Dietrich (Deutschland)

Kontrabass
- 1. Preis: Gabriel Polinsky (USA), Brüder-Busch-Preis
- 2. Preis: Hongyiu Thomas Lai (Hong Kong), Publikumspreis
- 3. Preis: José Trigo (Portugal)
- Sonderpreis für die beste Interpretation der Auftragskomposition, Sonderpreis des Münchener Kammerorchesters, Sonderpreis der Mozart-Gesellschaft München: Naomi Shaham (Israel)
- Sonderpreis der Walter Kaminsky-Stiftung: Alexander Weiskopf (Deutschland)

Klaviertrio
- 1. Preis: Trio Orelon, Publikumspreis, Henle-Urtextpreis, Sonderpreis des Schwarzwald Musikfestivals, Sonderpreis des Maßateliers Marillon
- 2. Preis: Amelio Trio, Henle-Urtextpreis
- 3. Preis: Trio Pantoum, BR-Klassik-Onlinepreis, Henle-Urtextpreis
- Sonderpreis für die beste Interpretation der Auftragskomposition, Alice-Rosner-Preis, Förderpreis der Jeunesses Musicales Deutschland: Trio Bohémo

Viola
- 1. Preis: Haesue Lee (Südkorea), Publikumspreis, Osnabrücker Musikpreis, Sonderpreis Gewa
- 2. Preis: nicht vergeben
- 3. Preis: Takehiro Konoe (Japan), Sonderpreis Gewa
- 3. Preis: Ionel Ungureanu (Deutschland), Sonderpreis für die beste Interpretation der Auftragskomposition, Sonderpreis Gewa

### 2022
(Quelle: )
Flöte
- 1. Preis: Yubeen Kim (Südkorea), Sonderpreis für die beste Interpretation der Auftragskomposition
- 2. Preis: Mario Bruno (Italien)
- 3. Preis: Leonie Virginia Bumüller (Deutschland), Publikumspreis

Posaune
- 1. Preis: Kris Garfitt (Großbritannien), Publikumspreis, Sonderpreis für die beste Interpretation der Auftragskomposition, Brüder-Busch-Preis
- 2. Preis: Jonathon Ramsay (Australien)
- 3. Preis: Roberto de la Guía Martínez (Spanien)
- Sonderpreis Sweet Spot, Alice-Rosner-Preis, Sonderpreis der Mozart-Gesellschaft München: Polina Tarasenko

Streichquartett
- 1. Preis: Barbican Quartet (Bulgarien/Deutschland/Kanada/Niederlande), Sonderpreis für die beste Interpretation der Auftragskomposition, Henle-Urtextpreis, Sonderpreis Genuin classics, Sonderpreis GEWA
- 2. Preis: Quartet Integra (Japan), Publikumspreis, Henle-Urtextpreis
- 3. Preis: Chaos String Quartet (Ungarn/Deutschland/Niederlande/Italien), Henle-Urtextpreis, Stipendium der Karl-Klingler-Stiftung
- Förderpreis der Jeunesses Musicales Deutschland: Quartett HANA
- Sonderpreis ProQuartet: Arete Quartet

Klavier
- 1. Preis: Lukas Sternath (Österreich), Publikumspreis, Sonderpreis für die beste Interpretation der Auftragskomposition, Sonderpreis des Münchener Kammerorchesters, Osnabrücker Musikpreis, Sonderpreis des Schwarzwald Musikfestivals, Carl-Bechstein-Sonderpreis, Sonderpreis der Salzburger Kulturvereinigung
- 2. Preis: Junhyung Kim (Südkorea)
- 3. Preis: Johannes Obermeier (Deutschland)
- Sonderpreis ”Podium für junge Solisten” Tegernsee: Jonas Stark

### 2021
(Quelle: )
Gesang
- 1. Preis: Anastasiya Taratorkina (Deutschland/Russland), Publikumspreis
- 2. Preis: nicht vergeben
- 3. Preis: Jeongmeen Ahn (Südkorea), Sonderpreis für die beste Interpretation der Auftragskomposition
- 3. Preis: Julia Grüter (Deutschland)
- 3. Preis: Valerie Eickhoff (Deutschland)

Horn
- 1. Preis: Pascal Deuber (Schweiz), Publikumspreis
- 2. Preis: Yun Zeng (China), Sonderpreis für die beste Interpretation der Auftragskomposition, Sonderpreis des Münchener Kammerorchesters
- 3. Preis: Ivo Dudler (Schweiz)
- Sonderpreis Sweet Spot, Sonderpreis der Mozart-Gesellschaft München: Annemarie Federle

Klavierduo
- 1. Preis: Geister Duo (Frankreich), Sonderpreis für die beste Interpretation der Auftragskomposition, Sonderpreis »für den schönsten Reger«, BR-Klassik-Onlinepreis, Henle Urtextpreis, Carl Bechstein Sonderpreis
- 2. Preis: La Fiammata (Kanada), Henle Urtextpreis
- 2. Preis: Melnikova-Morozova Duo (Russland), Henle Urtextpreis
- 3. Preis: Piano Duo Sakamoto (Japan), Publikumspreis, Henle Urtextpreis
- Sonderpreis »Podium für junge Solisten«: Klavierduo Kálabová & Gugg

Violine
- 1. Preis: Seiji Okamoto (Japan), Sonderpreis für die beste Interpretation der Auftragskomposition, Brüder-Busch-Preis, Henle Urtextpreis, Sonderpreis des Schwarzwald Musikfestivals, Sonderpreis GEWA
- 2. Preis: Dmitry Smirnov (Russland), Osnabrücker Musikpreis, Henle Urtextpreis, Sonderpreis Genuin classics, Sonderpreis GEWA
- 3. Preis: Alexandra Tirsu (Moldawien/Rumänien), Publikumspreis, Alice-Rosner-Preis, Henle Urtextpreis, Sonderpreis GEWA
- Sonderpreis der Kronberg Academy: Dayoon You

### 2020
Coronabedingt abgesagt

### 2019
(Quelle: )
Klarinette
- 1. Preis: Joë Christophe (Frankreich), Brüder-Busch-Preis[10], Sonderpreis für die beste Interpretation der Auftragskomposition, Sonderpreis des Münchener Kammerorchesters, ifp-Musikpreis, Sonderpreis Genuin classics, Henle Urtextpreis
- 2. Preis: Carlos Alexandre Brito Ferreira (Portugal), BR-Klassik-Onlinepreis, Henle Urtextpreis
- 2. Preis: Han Kim (Südkorea), Publikumspreis, Henle Urtextpreis
- 3. Preis: nicht vergeben

Violoncello
- 1. Preis: Haruma Sato (Japan), Sonderpreis des Schwarzwald Musikfestivals, Henle Urtextpreis, Sonderpreis GEWA
- 2. Preis: Friedrich Thiele (Deutschland), Publikumspreis, Sonderpreis für die beste Interpretation der Auftragskomposition, Henle Urtextpreis, Sonderpreis GEWA
- 3. Preis: Sihao He (China, Henle) Urtextpreis, Sonderpreis GEWA

Fagott
- 1. Preis: nicht vergeben
- 2. Preis: Andrea Cellacchi (Italien), Sonderpreis für die beste Interpretation der Auftragskomposition
- 2. Preis: Mathis Kaspar Stier (Deutschland), Publikumspreis
- 3. Preis: Theo Plath (Deutschland)
- Sonderpreis »Podium für junge Solisten«: Michaela Špačková (Tschechien)

Schlagzeug
- 1. Preis: Kai Strobel (Deutschland), Publikumspreis
- 2. Preis: Aurélien Gignoux (Frankreich/Schweiz), Sonderpreis für die beste Interpretation der Auftragskomposition, Osnabrücker Musikpreis
- 3. Preis: Weiqi Bai (China)
- Sonderpreis U21, Sonderpreis der Mozart-Gesellschaft München: Augustin Lipp (Schweiz)
- Alice-Rosner-Preis: Sam Um (USA)

### 2018
(Quelle: )
Trompete
- 1. Preis: Selina Ott (Österreich), Alice-Rosner-Preis, Sonderpreis des Schwarzwald Musikfestivals, Vincent Bach Trompete
- 2. Preis: Célestin Guérin (Frankreich), BR-Klassik-Onlinepreis
- 2. Preis: Mihály Könyves-Tóth (Ungarn), Publikumspreis, Sonderpreis für die beste Interpretation der Auftragskomposition
- 3. Preis: nicht vergeben
- Sonderpreis ”Podium für junge Solisten”: Aleksander Kobus (Polen)

Viola
- 1. Preis: Diyang Mei (China), Publikumspreis, Sonderpreis für die beste Interpretation der Auftragskomposition, Sonderpreis des Münchener Kammerorchesters, Osnabrücker Musikpreis, Henle-Urtextpreis, Sonderpreis Genuin classics, Sonderpreis GEWA
- 2. Preis: Yucheng Shi (China), Henle-Urtextpreis, Sonderpreis GEWA
- 3. Preis: Takehiro Konoe (Japan), Henle-Urtextpreis, Sonderpreis GEWA
- Sonderpreis U21: Ziyu Shen (China), Henle-Urtextpreis
- Sonderpreis der Mozart-Gesellschaft München: Hwayoon Lee (Südkorea)

Gesang
- 1. Preis: Natalya Boeva (Russland), Sonderpreis für die beste Interpretation der Auftragskomposition, Ifp-Musikpreis
- 2. Preis: Milan Siljanov (Schweiz), Publikumspreis, Brüder-Busch-Preis
- 3. Preis: Mingjie Lei (China)
- 3. Preis: Ylva Sofia Stenberg (Schweden)
- Richard-Wagner-Stipendium: Kai Kluge (Deutschland)

Klaviertrio
- 1. Preis: Trio Aoi (Japan), Henle-Urtextpreis
- 2. Preis: nicht vergeben
- 3. Preis: Trio Marvin (Kasachstan/Russland/Deutschland), Henle-Urtextpreis
- 3. Preis: Lux Trio (Südkorea), Publikumspreis, Sonderpreis für die beste Interpretation der Auftragskomposition, Henle-Urtextpreis, Förderpreis der Jeunesses Musicales Deutschland

### 2017
(Quelle: )
Violine
- 1. Preis: nicht vergeben
- 2. Preis: Sarah Christian (Deutschland), Publikumspreis, Sonderpreis des Münchener Kammerorchesters, Henle-Urtextpreis
- 2. Preis: Andrea Obiso (Italien), Sonderpreis für die beste Interpretation der Auftragskomposition, Henle-Urtextpreis
- 3. Preis: Kristīne Balanas (Lettland), Henle-Urtextpreis

Klavier
- 1. Preis: JeungBeum Sohn (Südkorea), Henle-Urtextpreis
- 2. Preis: Fabian Müller (Deutschland), Publikumspreis, Brüder-Busch-Preis, Henle-Urtextpreis, Sonderpreis Genuin classics
- 3. Preis: Wataru Hisasue (Japan), Sonderpreis für die beste Interpretation der Auftragskomposition, Henle-Urtextpreis

Gitarre
- 1. Preis: nicht vergeben
- 2. Preis: Junhong Kuang (China), Publikumspreis, ifp-Musikpreis
- 2. Preis: Davide Giovanni Tomasi (Italien/Schweiz)
- 3. Preis: Andrey Lebedev (Australien), Sonderpreis für die beste Interpretation der Auftragskomposition

Oboe
- 1. Preis: nicht vergeben
- 2. Preis: Kyeong Ham (Südkorea), BR-Klassik-Onlinepreis
- 2. Preis: Thomas Hutchinson (Neuseeland), Sonderpreis für die beste Interpretation der Auftragskomposition
- 2. Preis: Juliana Koch (Deutschland), Publikumspreis, Osnabrücker Musikpreis

### 2016
(Quelle: )
Harfe
- 1. Preis: Agnès Clément (Frankreich), Publikumspreis, Sonderpreis für die beste Interpretation der Auftragskomposition
- 2. Preis: Anaïs Gaudemard (Frankreich), Sonderpreis des Münchener Kammerorchesters
- 3. Preis: Rino Kageyama (Japan)
- Sonderpreis der Mozart-Gesellschaft München, Sonderpreis U21: Magdalena Hoffmann (Deutschland)
- Bärenreiter-Urtext-Preis: Marika Cecilia Riedl (Deutschland)

Horn
- 1. Preis: nicht vergeben
- 2. Preis: Marc Gruber (Deutschland), Publikumspreis, Brüder-Busch-Preis
- 2. Preis: Kateřina Javůrková (Tschechien), BR-Klassik-Onlinepreis
- 3. Preis: Félix Dervaux (Frankreich), Sonderpreis für die beste Interpretation der Auftragskomposition
- 3. Preis: Nicolas Ramez, (Frankreich)
- Bärenreiter-Urtext-Preis: Nicolás Gómez Naval (Spanien)

Kontrabass
- 1. Preis: Wies de Boevé (Belgien), Publikumspreis, ifp-Musikpreis
- 2. Preis: Michael Karg (Deutschland)
- 3. Preis: Dominik Wagner (Deutschland/Österreich), Sonderpreis der Andreas-Wilfer-Meisterwerkstatt für Cello- und Kontrabassbau
- Sonderpreis für die beste Interpretation der Auftragskomposition: Michail-Pavlos Semsis (Griechenland)
- Bärenreiter-Urtext-Preis: Marek Romanowski (Polen)

Streichquartett
- 1. Preis: Quatuor Arod (Frankreich), Idagio-Onlinepreis, Alice-Rosner-Preis: Für eine herausragende Interpretation des Streichquartetts Nr. 1 von György Ligeti
- 2. Preis: Aris Quartett (Deutschland), Publikumspreis, Sonderpreis Genuin classics, Sonderpreis ProQuartet, Osnabrücker Musikpreis
- 3. Preis: Quartet Amabile (Japan), Sonderpreis für die beste Interpretation der Auftragskomposition
- Bärenreiter-Urtext-Preis: Quatuor Hanson (Frankreich/Großbritannien)
- Förderpreis der Jeunesses Musicales Deutschland: Giocoso Streichquartett (Österreich)
- Förderpreis der Karl-Klingler-Stiftung: Goldmund Quartett (Deutschland)

### 2015
(Quelle: )
Gesang
- 1. Preis: Emalie Savoy (USA), Sonderpreis „Orpheus“, Sonderpreis Genuin classics
- 2. Preis: Sooyeon Lee (Südkorea), Publikumspreis
- 3. Preis: Marion Lebegue (Frankreich), Sonderpreis für die beste Interpretation der Auftragskomposition
- Bärenreiter-Urtext-Preis: Jae Eun Park (Südkorea)

Posaune
- 1. Preis: Michael Buchanan (Großbritannien), Publikumspreis
- 2. Preis: Jonathan Reith (Frankreich)
- 3. Preis: Guilhem Kusnierek (Frankreich)
- Sonderpreis der Mozart Gesellschaft München: Juan González Moreno (Spanien)
- Sonderpreis für die beste Interpretation der Auftragskomposition: José Milton Vieira Leite Filho (Brasilien)

Klavierduo
- 1. Preis: Alina Shalamova & Nikolay Shalamov Piano Duo, (Bulgarien/Russland), Publikumspreis, Sonderpreis für die beste Interpretation der Auftragskomposition, ifp-Musikpreis
- 2. Preis: Duo Ani und Nia Sulkhanishvili (Georgien)
- 2. Preis: Duo ShinPark (Südkorea)
- 3. Preis: Klavierduo Lok Ping & Lok Ting Chau (Hong Kong)
- Bärenreiter-Urtext-Preise, Sonderpreis U21: Piano Duo Chen – Armand (Frankreich/Südkorea)

Flöte
- 1. Preis: Sébastian Jacot (Schweiz), Sonderpreis des Münchener Kammerorchesters, Brüder-Busch-Preis, Osnabrücker Musikpreis
- 2. Preis: Francisco López Martín (Spanien), Publikumspreis, Sonderpreis für die beste Interpretation der Auftragskomposition, BR-Klassik-Onlinepreis
- 3. Preis: Eduardo Belmar (Spanien)
- Bärenreiter-Urtext-Preis: Othonas Gkogkas (Griechenland)
- Alice-Rosner-Preis: Für eine herausragende Interpretation von Heinz Holliger Sonate (in)solit(air)e: Mayuko Akimoto (Japan)

### 2014
(Quelle: )
Schlagzeug
- 1. Preis: Simone Rubino (Italien), Publikumspreis, Brüder Busch Preis
- 2. Preis: Alexej Gerassimez (Deutschland), Sonderpreis für die beste Interpretation der Auftragskomposition
- 3. Preis: Christoph Sietzen (Luxemburg)
- Sonderpreis U21, Sonderpreis der Mozart Gesellschaft München: Vivi Vassileva (Deutschland)

Violoncello
- 1. Preis: István Várdai (Ungarn)
- 2. Preis: Andrei Ioniţă (Rumänien), Sonderpreis für die beste Interpretation der Auftragskomposition, Sonderpreis Premiertone-Website
- 3. Preis: Bruno Philippe (Frankreich), Publikumspreis
- Alice-Rosner-Preis für eine herausragende Interpretation von G. Ligeti Sonate für Violoncello solo: Pablo Ferrández (Spanien)
- Bärenreiter-Urtext-Preis: Alexey Zhilin (Russland)

Bläserquintett
- 1. Preis: nicht vergeben
- 2. Preis: Azahar Ensemble (Spanien), Publikumspreis, ifp-Musikpreis
- 3. Preis: Acelga Quintett (Deutschland/Luxemburg)
- 3. Preis: Quintette Klarthe (Frankreich), BR-Klassik-Onlinepreis, Sonderpreis Palazzetto Bru Zane
- Sonderpreis für die beste Interpretation der Auftragskomposition, Förderpreis der Jeunesses Musicales Deutschland: Canorusquintett (Deutschland)
- Bärenreiter-Urtext-Preis: Arcadia Wind Quintet (Venezuela)

Klavier
- 1. Preis: nicht vergeben
- 2. Preis: Chi Ho Han (Südkorea), Publikumspreis, Sonderpreis für die beste Interpretation der Auftragskomposition
- 3. Preis: Kang-Un Kim (Südkorea), Osnabrücker Musikpreis
- 3. Preis: Florian Mitrea (Rumänien), Sonderpreis des Münchener Kammerorchesters
- Bärenreiter-Urtext-Preise: Nadjezda Pisareva (Russland)

### 2013
(Quelle: )
Violine
- 1. Preis: nicht vergeben
- 2. Preis: Bomsori Kim (Südkorea)
- 2. Preis: Christel Lee (USA), Publikumspreis
- 3. Preis: wurde nicht vergeben
- Sonderpreis des Münchener Kammerorchesters: Diana Tishchenko (Ukraine)

Viola
- 1. Preis: Yura Lee (Südkorea)
- 2. Preis: Kyoungmin Park (Südkorea), Publikumspreis
- 3. Preis: Katarzyna Budnik-Gałązka (Polen)
- Preis für die beste Interpretation der Auftragskomposition: Adrien Boisseau (Frankreich)
- Sonderpreis der Talentstiftung Henning Tögel für herausragende Begabungen: Lydia Rinecker (Deutschland)

Fagott
- 1. Preis: nicht vergeben
- 2. Preis: Sophie Dartigalongue (Frankreich), Publikumspreis
- 2. Preis: Rie Koyama (Japan), Preis für die beste Interpretation der Auftragskomposition
- 3. Preis: María José Rielo Blanco (Spanien), BR-Klassik-Onlinepreis

Klaviertrio
- 1. Preis: nicht vergeben
- 2. Preis: Van Baerle Trio (Niederlande), Publikumspreis
- 2. Preis: Trio Karénine (Frankreich), Preis für die beste Interpretation der Auftragskomposition
- 3. Preis: nicht vergeben

### 2012
(Quelle: )
Gesang / Herren
- 1. Preis: nicht vergeben
- 2. Preis: Dashon Burton, USA
- 2. Preis: Hansung Yoo, Südkorea, Publikumspreis
- 3. Preis: Kyubong Lee, Südkorea

Gesang / Damen
- 1. Preis: Olena Tokar, Ukraine
- 2. Preis: Sumi Hwang, Südkorea
- 2. Preis: Anna Sohn, Südkorea
- 3. Preis: Sophia Christine Brommer, Deutschland, Publikumspreis

Klarinette
- 1. Preis: nicht vergeben
- 2. Preis: Sergey Eletskiy, Russland
- 2. Preis: Stojan Krkuleski, Serbien, Publikumspreis
- 2. Preis: Annelien Van Wauwe, Belgien
- 3. Preis: wurde nicht vergeben

Streichquartett
- 1. Preis: Armida Quartett, Deutschland, Publikumspreis
- 2. Preis: Novus String Quartet, Südkorea
- 3. Preis: Calidore String Quartet, USA/Kanada

### 2011
Oboe
- 1. Preis: nicht vergeben
- 2. Preis: Ivan Podyomov, Russland
- 2. Preis: Philippe Tondre, Frankreich, Publikumspreis, Sonderpreis für die beste Interpretation der Auftragskomposition
- 3. Preis: Cristina Gómez Godoy, Spanien
- 3. Preis: Marc Lachat, Frankreich

Trompete
- 1. Preis: Manuel Blanco Gómez-Limón, Spanien
- 2. Preis: Alexandre Baty, Frankreich
- 3. Preis: Ferenc Mausz, Ungarn, Publikumspreis

Klavier
- 1. Preis: Alexej Gorlatch, Ukraine, Publikumspreis
- 2. Preis: Tori Huang, USA
- 3. Preis: Da Sol Kim, Südkorea

Orgel
- 1. Preis: Michael Schöch, Österreich, Sonderpreis für die beste Interpretation der Auftragskomposition
- 2. Preis: Anna-Victoria Baltrusch, Deutschland
- 3. Preise: Lukas Stollhof, Deutschland
- Publikumspreis: Johannes Lang, Deutschland

### 2010
Violoncello
- 1. Preis: Julian Steckel, Deutschland, Publikumspreis
- 2. Preis: Gen Yokosaka, Japan
- 3. Preis: Tristan Cornut, Frankreich, Preis für die beste Interpretation der Auftragskomposition

Flöte
- 1. Preis: Loic Schneider, Frankreich, Publikumspreis
- 2. Preis: Daniela Koch, Österreich
- 3. Preis: Sooyun Kim, USA/Südkorea, Preis für die beste Interpretation der Auftragskomposition
- Sonderpreis BR-Klassik: Ivanna Ternay, Ukraine

Horn
- 1. Preis: Přemysl Vojta, Tschechien, Publikumspreis, Preis für die beste Interpretation der Auftragskomposition
- 2. Preis: Paolo Mendes, Deutschland
- 2. Preis: Dániel Ember, Ungarn
- 3. Preis: wurde nicht vergeben

Klavierduo
- 1. Preis: nicht vergeben
- 2. Preis: Remnant Piano Duo, Südkorea, Publikumspreis
- 3. Preis: Susan and Sarah Wang, USA
- Sonderpreis für die beste Interpretation der Auftragskomposition: Klavierduo Gröbner & Trisko, Österreich

### 2009
Kontrabass
- 1. Preis: Gunars Upatnieks (Lettland), Publikumspreis
- 2. Preis: Stanislau Anishchanka (Belarus), Preis für die beste Interpretation der Auftragskomposition
- 3. Preis: Olivier Thiery (Frankreich)
- 3. Preis: Ivan Zavgorodniy (Ukraine)

Harfe
- 1. Preis: Emmanuel Ceysson (Frankreich)
- 2. Preis: wurde nicht vergeben
- 3. Preis: Ruriko Yamamiya (Japan), Preis für die beste Interpretation der Auftragskomposition
- 3. Preis: Anneleen Lenaerts (Belgien), Publikumspreis

Gesang / Herren
- 1. Preis: nicht vergeben
- 2. Preis: Wilhelm Schwinghammer (Deutschland), Publikumspreis (geteilt)
- 3. Preis: Falko Hönisch (Deutschland), Publikumspreis (geteilt), Preis für die beste Interpretation der Auftragskomposition

Gesang / Damen
- 1. Preis: Anita Watson (Australien), Publikumspreis
- 2. Preis: Sunyoung Seo (Südkorea)
- 3. Preis: Hye Jung Lee (Südkorea)

Violine
- 1. Preis: Hyeyoon Park (Südkorea)
- 2. Preis: Kei Shirai (Japan), Publikumspreis
- 3. Preis: Lily Francis (USA)
- Preis für die beste Interpretation der Auftragskomposition, Sonderpreis des Münchener Kammerorchesters: Sergey Dogadin (Russland)

### 2008
Viola
- 1. Preis: nicht vergeben
- 2. Preis: Wen Xiao Zheng, China
- 3. Preis: Teng Li, China

Klarinette
- 1. Preis: Sebastian Manz, Deutschland
- 2. Preis: wurde nicht vergeben
- 3. Preis: Shelly Ezra, Israel
- 3. Preis: Taira Kaneko, Japan

Fagott
- 1. Preis: Marc Trénel, Frankreich
- 2. Preis: Christian Kunert, Deutschland

- 2. Preis: Philipp Tutzer, Italien
- 3. Preis: Václav Vonášek, Tschechien

Streichquartett
- 1. Preis: Apollon Musagète Quartett, Polen
- 2. Preis: Afiara String Quartet, Kanada
- 3. Preis: Gémeaux Quartett, Deutschland/Schweiz
- 3. Preis: Verus String Quartet, Japan

### 2007
Oboe
- 1. Preis: Ramón Ortega Quero, Spanien
- 2. Preis: Iwan Podjomow, Russland
- 3. Preis: Maria Surnatschewa, Russland

Posaune
- 1. Preis: Fabrice Millischer, Frankreich
- 2. Preis: Frederic Belli, Deutschland
- 3. Preis: Juan Carlos Matamoros, Spanien

Schlagzeug
- 1. Preis: Johannes Fischer, Deutschland
- 2. Preis: Vassilena Serafimova, Bulgarien

Klaviertrio
- 1. Preis: Tecchler Trio, Deutschland/Schweiz
- 2. Preis: Morgenstern Trio, Deutschland/Frankreich
- 3. Preis: Trio Cérès, Frankreich

### 2006
Klavier
- 1. Preis: Ben J. Kim, USA
- 2. Preis: Marianna Shirinyan, Armenien
- 2. Preis: Hisako Kawamura, Japan

Gesang / Konzert, Lied
- 2. Preis: Roxana Constantinescu, Rumänien
- 2. Preis: Carolina Ullrich, Chile/Deutschland
- 3. Preis: Colin Balzer, Kanada
- 3. Preis: Peter Schöne, Deutschland

Gesang / Oper
- 1. Preis: Yun Mo Yang, Südkorea
- 2. Preis: Joshua Hopkins, Kanada
- 3. Preis: Anna Kasyan, Georgien
- 3. Preis: Ilse Eerens, Belgien

Bläserquintett
- 1. Preis: Quintette Aquilon, Frankreich
- 2. Preis: Quintett Chantily, Deutschland/Russland/Ungarn/Finnland
- 3. Preis: Weimarer Bläserquintett, Deutschland

### 2005
Horn
- 1. Preis: Szabolcs Zempléni, Ungarn
- 2. Preis: Louis-Philippe Marsolais, Kanada
- 2. Preis: Renate Hupka, Deutschland
- 3. Preis: Christoph Eß, Deutschland

Klavierduo
- 1. Preis: nicht vergeben
- 2. Preis: Victor y Luis del Valle, Spanien
- 2. Preis: Klavierduo Vilija Poskute – Tomas Daukantas, Litauen
- 3. Preis: Irini Silivanova – Maxim Puryzhinskiy, Russland

Violine
- 1. Preis: Keisuke Okazaki, Japan
- 2. Preis: Akiko Yamada, Japan
- 3. Preis: Katja Lämmermann, Deutschland

Violoncello
- 1. Preis: Jing Zhao, China
- 2. Preis: Alexander Bouzlov, Russland
- 3. Preis: Alexander Chaushian, Armenien/Großbritannien

### 2004
Flöte
- 1. Preis: Magali Mosnier, Frankreich
- 2. Preis: Pirmin Grehl, Deutschland
- 3. Preis: Andrea Oliva, Italien

Harfe
- 1. Preis: Anton Sie, Niederlande
- 2. Preis: Nabila Chajai, Frankreich
- 3. Preis: Mirjam Schröder, Deutschland

Streichquartett
- 1. Preis: Quatuor Ébène, Frankreich
- 2. Preis: Faust Quartett, Deutschland
- 3. Preis: Quatuor Benaïm, Frankreich/Israel

Viola
- 1. Preis: Antoine Tamestit, Frankreich
- 2. Preis: Ryszard Groblewski, Polen
- 3. Preis: Tomoko Akasaka, Japan

### 2003
Gesang
- 1. Preis: Gérard Kim (Südkorea)
- 1. Preis: Marina Prudenskaja (Russland)
- 2. Preis: Andrea Lauren Brown (USA)
- 2. Preis: Measha Brüggergosman (Kanada)
- 3. Preis: Tyler Duncan (Kanada)
- 3. Preis: Günter Papendell (Deutschland)
- 3. Preis: Julia Sukmanova (Russland)

Klarinette
- 1. Preis: nicht vergeben
- 2. Preis: Olivier Patey (Frankreich)
- 3. Preis: Florent Pujuila (Frankreich)

Trompete
- 1. Preis: David Guerrier (Frankreich)
- 2. Preis: Giuliano Sommerhalder (Deutschland)
- 3. Preis: Guillaume Couloumy (Frankreich)
- 3. Preis: Gábor Richter (Ungarn)

Kontrabass
- 1. Preis: Nabil Shehata (Deutschland)
- 2. Preis: Roman Patkolo (Slowakei)
- 3. Preis: Ödön Racz (Ungarn)

### 2002
Klavier
- 1. Preis: Denys Proshayev (Belarus)
- 2. Preis: Ferenc Vizi (Rumänien)
- 3. Preis: Shiao-Ying Chang (Taiwan)

Oboe
- 2. Preis: Nora Cismondi (Frankreich)
- 2. Preis: Alexandre Gattet (Frankreich)

Fagott
- 1. Preis: nicht vergeben
- 2. Preis: Matthias Ràcz (Deutschland)
- 3. Preis: Jaakko Luoma (Finnland)
- 3. Preis: Lyndon Watts (Australien)

Klaviertrio
- 2. Preis: Trio con Brio (Dänemark/Südkorea)
- 2. Preis: Trio Ondine (Dänemark/Norwegen/Schweden)

### 2001
(Quelle: )
Violine
- 1. Preis: nicht vergeben
- 2. Preis: Annette von Hehn (Deutschland)
- 3. Preis: MinJung Kang (Südkorea)
- 3. Preis: Yamei Yu (Deutschland)

Violoncello
- 1. Preis: Danjulo Ishizaka (Deutschland)
- 2. Preis: Julie Albers (USA)
- 2. Preis: Monika Leskovar (Kroatien)
- 3. Preis: Thomas Carroll (Großbritannien)

Saxophon
- 1. Preis: nicht vergeben
- 2. Preis: Alexandre Doisy (Frankreich)
- 3. Preis: Lutz Koppetsch (Deutschland)
- 3. Preis: Julien Petit (Frankreich)

Schlagzeug
- 1. Preis: Marta Klimasara (Polen)
- 2. Preis: Eirik Raude (Norwegen)
- 3. Preis: Christophe Roldan (Frankreich)

Bläserquintett
- 1. Preis: Miro Ensemble (Spanien)
- 2. Preis: Orsolino Quintett (Deutschland/Österreich)
- 3. Preis: St. Petersburg Woodwind Quintet (Russland)

### 2000
Gesang
- 1. Preis: Zoryana Kushpler (Ukraine)
- 1. Preis: Konrad Jarnot (Großbritannien)
- 2. Preis: Nathaniel Webster (USA)
- 3. Preis: Stefanie Krahnenfeld (Deutschland)
- 3. Preis: Christa Mayer (Deutschland)
- 3. Preis: Friedemann Röhlig (Deutschland)

Viola
- 1. Preis: nicht vergeben
- 2. Preis: Danuta Waskiewicz (Deutschland)
- 3. Preis: wurde nicht vergeben

Flöte
- 1. Preis: nicht vergeben
- 2. Preis: Rozália Szabó (Ungarn)
- 2. Preis: Henrik Wiese (Deutschland)
- 3. Preis: Kersten McCall (Deutschland)

Klavierduo
- 1. Preis: Mati Mikalai – Kai Ratassepp (Estland)
- 2. Preis: Duo d’Accord Sebastian Euler – Shao-Yin Huang (Deutschland/Taiwan)
- 3. Preis: wurde nicht vergeben

Streichquartett
- 1. Preis: nicht vergeben
- 2. Preis: Avalon Quartett (Frankreich/Kanada/USA)
- 3. Preis: Quartetto Prometeo (Italien)

### 1996
Klavier-Duo
- 1. Preis: nicht vergeben
- 2. Preis: Piano Duo Genova & Dimitrov (Deutschland/Bulgarien)
- 3. Preis: wurde nicht vergeben

Duo Violoncello und Klavier
- 1. Preis: Sennu Laine / Anastasia Injushina (Finnland/Russland)
- 3. Preis: Denis und Kirill Krotov (Russland)
- 3. Preis: Rafael und Marian Rosenfeld (Schweiz)

### 1994
Fächer Gesang, Violoncello, Horn und Orgel
Violoncello
- 1. Preis: Jens Peter Maintz (Deutschland)
- 3. Preis: Tanja Tetzlaff (Deutschland)

### 1982
Gesang
- 1. Preis: Kaaren Erickson (USA)
- 2. und 3. Preis: wurden nicht vergeben

Gitarre
- 1. Preis: nicht vergeben
- 2. Preis: Stefano Grondona (Italien)
- 2. Preis: Timo Korhonen (Finnland)
- 3. Preis: Thomas Müller-Pering (Deutschland)

### 1979
Klavier
- 1. Preis: Hans-Christian Wille (BRD)
- 2. Preis: Marioara Trifan (USA)
- 3. Preis: Kenji Watanabe  (Japan)

Orgel
- 1. Preis: nicht vergeben
- 2. Preis: Ludger Lohmann
- 3. Preis: Karol Golebiowski

### 1975
Violine
- 1. Preis: Kaja Danczowska (Polen)

- 2. Preis:
- 3. Preis: